# Invasiones germánicas en la península ibérica

Distribución de la península entre suevos, vándalos y alanos entre 409 y 429. La autoridad imperial únicamente se ejerce en la provincia Tarraconense, y los visigodos se concentran en la Galia. Amplias zonas de la cordillera Cantábrica quedan fuera de todo control, precisamente donde la presencia de pueblos prerromanos había tenido mayor continuidad (principalmente vascones y cántabros).

Distribución de la península entre suevos y visigodos hacia mediados del. Se reflejan los asentamientos bizantinos en el sur y los pueblos prerromanos de la cordillera cantábrica.

Las invasiones germánicas en la península ibérica (o invasiones bárbaras) surgen en el siglo V, en el contexto de las grandes migraciones, conocidas como invasiones bárbaras, que alteraron la distribución de los pueblos en Europa y precipitaron el final del Imperio romano de Occidente. La península ibérica, en particular, sufrió la ruptura de la organización política y administrativa que el Imperio romano había adoptado, en las distintas provincias en que se dividía administrativamente Hispania. En 409 llegaron varias oleadas de pueblos germánicos, denominados vándalos y suevos, además de los alanos, étnicamente iranios, desplazados por los hunos. Los alanos eran oriundos de la región del Cáucaso, los vándalos de la actual Polonia; los suevos, también germánicos, estaban emparentados con los anglos y los sajones que en ese tiempo se instalaron en Inglaterra.
Aunque los romanos reconocieron los hechos, llegando a acuerdos para el asentamiento de estos pueblos en distintas zonas de Hispania, los suevos fueron los únicos que alcanzaron una mayor estabilidad y se organizaron políticamente. Según Orosio, presbítero de Braga, «rápidamente cambiaron la espada por el arado y se hicieron amigos». Crearon un reino que abarcaba la Gallaecia romana, incluyendo la zona norte del actual Portugal, con capital en Braga. El reino se expandió luego hacia el sur del Duero.
Los visigodos, pueblo también germánico que había llegado a un foedus (alianza o federación) con el Imperio, concertaron con éste acabar con los invasores y reincorporar Hispania a la autoridad romana, aunque más bien actuaron como autoridad sustitutiva de la romana e independiente en la práctica, con una mayor intensidad de ocupación en la zona central de la península ibérica, a donde los visigodos arrianos habrían llegado, expulsados de la Narbonense, por la presión de los francos católicos.
Estos grupos de bárbaros no parecen haber sido numerosos; aunque pudieron someter a las provincias romanas, carentes de autoridad y orden, con gran rapidez y, después de instalados, no encontraron grandes resistencias por parte de las poblaciones, hecho que se relaciona con la caída del Imperio romano de Occidente. Un desastre económico terminaría con las clases medias de las ciudades y agravaría  las condiciones de los campesinos. El fin de las conquistas propias del periodo del Alto Imperio había dificultado la obtención de esclavos desde la crisis del siglo siglo III, y era en estos en los que se asentaba la economía romana. De esta forma, ya había comenzado el proceso de feudalización, que convertía a las clases altas en una aristocracia prefeudal y a las bajas, tanto si provenían de esclavos como si provenían de hombres libres sometidos a colonato, en una nueva clase precedente de los siervos feudales, en una situación de semiesclavitud.
Con las invasiones terminaron todos los sistemas organizativos estatales aunque se mantuvo la organización eclesiástica. La mayor parte de la población hispanorromana era cristiana.

## Evolución de los hechos

### Hispania en los albores de las invasiones (406-411)
El contexto político del Imperio romano de Occidente en los años de las invasiones de los pueblos germánicos fue muy convulso y prolijo en rebeliones en las que siempre Hispania estuvo relacionada. Según narran las fuentes fue el 31 de diciembre del año 406 cuando alanos, vándalos y suevos cruzan el limes del Rin, que se hallaba congelado, a la altura de Maguncia. Entre los años 406 al 409 anduvieron a sus anchas por las Galias realizando diversas correrías, hasta que finalmente cruzaron los Pirineos por el puerto de Somport, el general Geroncio facilitaría su entrada en la península ibérica.

#### Cruce del límes del Rin (406)
La noche del 31 de diciembre de 406, bandas de cuados, vándalos, sármatas, alanos, gépidos, hérulos, sajones, burgundios, alamanes y suevos, unidos a provinciales panonios, van a vadear las aguas heladas del Rin entre Mogontiacum (Maguncia) y Argentoratum (Estrasburgo). Este hecho no fue un suceso aislado y casual, sino que respondió a una serie de sucesos producidos en el Imperio de Occidente. A fines de 405, el bárbaro Radagaiso invadió Italia con un importante contingente bárbaro, por lo que Estilicón se vio obligado a desplazar las tropas apostadas en el limes renano para hacer frente a la incursión. En el verano siguiente Estilicón logró una importante victoria en las puertas de Florentia (Florencia) gracias al apoyo de Sarus y Uldino y a la no intervención de Alarico en la batalla.

#### Usurpación de Constantino III
Las tropas de limitanei desplazadas por Estilicón hasta Italia jamás volvieron a sus puestos fronterizos en el limes. La defensa de la frontera fue encargada al pueblo germano de los francos. Esta decisión no fue vista con buenos ojos entre la aristocracia galorromana que se sintió abandonada por el gobierno de Rávena. El cruce del limes de los pueblos germanos y sus razias por las ricas villas de la Prefectura de las Galias fue el detonante para que surgieran grupos de poder local que se tomaron las armas para oponerse a Rávena y organizar su defensa frente a la inestabilidad generada por las invasiones.
A partir de 407, la diócesis de Britania supuso un núcleo de inestabilidad militar. Los propios soldados y los provinciales fomentaron la rebelión y el alzamiento de los antiemperadores, ya que se sentían abandonados por el gobierno de Rávena, sobre todo a partir de 402 cuando Estilicón evacuó de la isla a gran parte de los destacamentos acantonados en la provincia britana. Y llegaron a nombrarse en poco tiempo tres antiemperadores, si bien, solo Flavio Claudio Constantino logró afianzarse en el poder.
Constantino abandonó la Britania para desembarcar en Bolonia (Boulogne), con la expectativa de hacerse con el control de la prefectura de las Galias. El clima que se encontró fue muy favorable y contó con el apoyo de la aristocracia galorromana. Tras una primera derrota de su avanzadilla, finalmente sus generales Edobico y Geroncio, lograron poner en fuga a Sarus y el camino quedó limpio hasta Arelate (Arlés), capital de la praefectura praetorio Galliarum, donde estableció su base el usurpador.
Sus primeras decisiones fueron fortalecer los pasos de los Alpes y los Pirineos, para evitar acciones de Estilicón en Italia y de los teodosianos en Hispania. También fue necesario llegar a un entendimiento con los burgundios –que estableció en Germania Secunda– y con parte de los alanos. El resto de pueblos se vio obligado a descender por la presión que ejerció Constantino en su descenso hacia el sur de la Galia y se vieron bloqueados en la Novempopulania por la barrera natural de los Pirineos. Finalmente, y con el deseo de fundar una dinastía, obligó a su hijo Constante a abandonar la vida monástica y lo nombró César. Para atraerse a la población galorromana lo casó con una aristócrata.

#### El clan teodosiano
A finales de verano o principios de otoño de 407, Constantino tomó la decisión de adentrarse en Hispania, con la finalidad de romper la posibilidad de ser estrangulado por una acción común de Rávena y Mérida. El envío de tropas a Pampilona (Pamplona) por Honorio en el 408 así lo atestiguan. El poderoso ejército de comitatenses germánicos (honoriaci) al mando del César Constante, el praefectus praetorio Apolinar, el magister officiorum Decimio Rústico y los generales Terencio y Geroncio, penetró en Hispania para dirigirse a la capital de la Diócesis Augusta Emerita (Mérida). En el avance del ejército apenas hubo resistencia y solo algunos burgari presentaron batalla.
Dídimo y Veridiano, primos de Honorio y principales miembros del denominado "Clan Teodosiano" en Hispania, decidieron emprender una respuesta al ataque y armaron un ejército propio a partir de la leva de colonos en sus extensos fundi en los denominados Campi Palentini (Tierra de Campos) a lo largo de la calzada romana que unía Burdigala (Burdeos) con Asturica (Astorga). El encuentro no tuvo un claro vencedor, por lo que Constante decidió retirarse hacia la Tarraconense a la espera de refuerzos de Arlés. Los teodosianos avanzaron hacia el norte y obligaron a presentar batalla a Constante, que finalmente se hizo con una aplastante victoria capturando incluso a los cabecillas teodosianos. Tras la batalla, los restos del ejército teodosiano se refugiaron en algunos núcleos amurallados como Pampilona, sede del ejército de comitatenses enviados por Honorio en el 408. Finalmente se dirigió al encuentro con su padre en Arlés y dejó como lugarteniente a Geroncio en Caesaraugusta (Zaragoza).

#### Usurpación de Máximo: el paso de los Pirineos de suevos, vándalos y alanos
La situación política en el Imperio dio un vuelco con la ejecución de Estilicón en el 408 y la deserción de Sarus. Honorio, abandonado a su suerte, se vio en la obligación de reconocer a Constantino como coemperador en el 409 ante el avance visigodo y los consejos del magister equitum Alóbico, nuevo hombre fuerte de Honorio. Entre los términos del tratado figuraba la sustitución de Geroncio por el general Justo al mando de las tropas destacadas en Hispania. Ante la marcha de Justo y Constante sobre Geroncio, este se rebeló y nombró emperador a Máximo al que se instaló en Tarraco. Máximo pactó con alanos, suevos y vándalos —que saqueaban Aquitania— para que cruzaran los Pirineos por las calzadas romanas de Somport y Roncesvalles, mientras que Geroncio lanza sus tropas contra Constantino y consigue varias victorias sin llegar a aniquilar por completo los ejércitos rivales.
El tratado o foedus con los pueblos bárbaros consistió en su instalación en la Península como fuerzas de ocupación al servicio del nuevo usurpador Máximo. Hidacio en su crónica lo nombra como tyranicus exactor, prueba del aumento de la recaudación de impuestos para el pago de los mercenarios bárbaros. El saqueo y la rapiña del que se hacen eco las fuentes fue causado por la incapacidad de Máximo a hacer frente al pago de sus federados, por lo que les permitió el pillaje como forma de cobro.
Esta serie de hechos fueron observados desde la distancia por Honorio ocupado en la invasión de la península itálica por Alarico, que llegó a saquear Roma en 410 y capturó a la hermana del emperador Gala Placidia. Sin embargo, la muerte del rey visigodo y la llegada del general Antenio con un ejército enviado por Constantinopla permitieron a Honorio prescindir de Alobico —principal valedor de Constantino III en Rávena— y hacer frente al usurpador en su avance hacia Italia, por lo que se vio obligado a acantonarse en Arlés. En 411 Honorio pasó a la ofensiva y sus generales Flavio Constancio —futuro emperador Constancio III— y Ulfilas sitiaron al usurpador en su sede de Arlés.
En la primavera de 411 Geroncio penetró en la Galia para derrotar definitivamente y dar muerte a Constante en Vienna (Vienne). Su camino hasta Arlés estaba limpio, sin embargo en la capital de la prefectura gala se encontró con el ejército de los generales de Honorio. La ventaja numérica de los legitimistas hizo que gran parte de las tropas de Geroncio se pasaran a sus filas, por lo que tuvo que huir a su base en Tarraco. La victoria de Constancio fue total ya que logró tomar Arlés y apresar al usurpador Constantino III. Por su parte Máximo tuvo que abandonar su posición en la Tarraconense y refugiarse entre los vándalos asdingos.

### Elfoedusdel 411
Todos los hechos apuntan a que Máximo firmó un foedus con los pueblos bárbaros afincados en Hispania, por el que los germanos formarían parte del ejército de Máximo como auxiliares, a cambio de recibir territorios en la Península.
En el tratado queda sin dilucidar la forma de asentamiento que siguieron los distintos pueblos. Según Hidacio la distribución de los distintos pueblos se hizo a «suertes». Una revisión historiográfica más reciente nos hace pensar que el término «suertes» empleado por Hidacio, hace referencia no al hecho de la existencia de un sorteo, sino a la creación de sortes (lotes de tierra concedidas a los bárbaros por el sistema de hospitalitas).
De esta forma, parece más lógico pensar que el establecimiento de estos pueblos en la península estuvo más en consonancia con su potencial militar. Así, los pueblos más poderosos elegirían primeros las zonas donde se iban a asentar como federados. La única zona libre de asentamientos bárbaros va a ser la Tarraconense, donde estaba asentado Máximo. Esta circunstancia arroja más valor a la opinión del foedus entre el usurpador hispano y los distintos pueblos bárbaros asentados en Hispania.

#### Alanos
Los alanos eran el pueblo más poderoso de los que cruzaron el Rin. Estaban dirigidos por Adax (o Atax), que recibió las extensas provincias de Lusitania y Cartaginense. El escaso número de población alana hizo que se concentraran en los grandes latifundios propiedad de la clase senatorial o del mismo emperador. De estas grandes propiedades quedan constancia de su existencia en Lusitania, siendo éstas una zona privilegiada para la práctica de la ganadería nómada.

#### Vándalos
Los vándalos, divididos en asdingos y silingos, se asentaron de forma independiente:
- Los silingos (dirigidos por Fridibaldo), más poderosos que sus hermanos, recibieron la fértil provincia de la Bética, si bien no es posible especificar qué zonas de la misma eligieron para asentarse, debido a su corta permanencia y a la falta de hallazgos arqueológicos.
- Los vándalos asdingos, dirigidos por Gunderico, se asientan en la zona oriental de Gallaecia, en los conventos jurídicos romanos de Asturica y Clunia.

#### Suevos
Los suevos, liderados por Hermerico, se asentaron en la parte occidental de la Gallaecia (conventos jurídicos de Lucus y Braccara). Gracias a que su reino perduró en el tiempo y a la cercanía de Hidacio a este pueblo nos han llegado más noticias y restos arqueológicos de los asentamientos de este pueblo.
No cabe lugar a dudas de que el principal asentamiento suevo en sus territorios fue Braccara (actual Braga). Esta ciudad fue convertida en sede regiae, si bien en los años de expansión hacia el sur del pueblo suevo su centro de operaciones se trasladó hacia Emerita. La otra gran urbe donde se asentó el pueblo suevo fue Lucus Augusta (actual Lugo). En estas dos ciudades galaicas estarían asentadas la mayor parte de los 30 000 suevos. De esta forma, se garantizaban no ser asimilados por una mayoría de población galaicorromana (se estiman en unos 700 000). Este dato hace suponer que gran parte del territorio galaico no se vio afectado por las numerosas correrías del pueblo suevo.
De esta forma, las demás ciudades importantes, dentro de su ámbito de influencia, solo dispondrían de un reducido destacamento que garantizaría su control. Un claro ejemplo de esto es Portus Cale (actual Oporto) que fue utilizado como bastión en varios episodios de la azarosa historia sueva.

### Primera acción visigoda en Hispania: Las campañas de Walia (411-418)
La ascensión al poder de Ataúlfo supuso un giro radical en el deambular histórico del pueblo visigodo. Tras la muerte de Alarico en Italia (410), Ataúlfo abandonó la península transalpina y llegó hasta la Galia, donde una nueva usurpación había estallado, esta vez, a cargo de Jovino que nuevamente contaba con el apoyo de la insatisfecha aristocracia galorromana. En el 412 el rey visigodo Ataúlfo se establece en el valle del Ródano, y quiere obtener de Honorio un territorio para asentarse además de suministro de comida a cambio de devolverle a su hermana Gala Placidia raptada en el saqueo de Roma y también a algunos rebeldes que se habían levantado contra el emperador. Honorio se comprometió a darles comida pero el envío de cereales no se produjo porque Heracliano, comes Africae, se había rebelado en la provincia de África. A este hecho se le unió que Roma le dio un foedus a los burgundios en el Ródano, por lo que se produjo una fuerte ruptura entre los visigodos y el Imperio.
En el 414, Ataúlfo se casó con Gala Placidia (hermana del emperador, por lo que el podía optar como sucesor al Imperio romano) y estableció en Narbona y después en Burdeos creando una corte que emulaba a la imperial, además apoyó al antiemperador Atalo que se había rebelado en las Galias. Honorio respondió a la provocación y mandó a Constancio a luchar contra los visigodos. Estos, con el mar a sus espaldas, se vieron acorralados y decidieron pasar a la Tarraconense estableciéndose en Barcelona.
Ataúlfo cambiará el rumbo de su política, intentando un acercamiento con Roma. Este hecho no va a ser visto con buenos ojos por la facción antirromana y a principios del verano de 415 es asesinado por Dubio, leal al general Sarus. Walia, hermano del rey asesinado, intenta ejercer sus derechos sucesorios, pero rápidamente la facción golpista (amalos) colocan en el poder a Sigerico, hermano de Sauro.
Sigerico estará en el trono apenas seis días, pero sin embargo sus acciones dan rápidamente muestra de sus intenciones. Mata a los hijos de Ataúlfo y toma acciones contra su esposa Gala Placidia. Estos hechos provocarán la reacción del bando antirromano encabezado por Walia (jefe de la facción baltha).
Walia intentará cumplir el sueño del paso a África pero, una vez más, una tempestad va a frustrar la tentativa visigoda. Acorralado y sin víveres se ve obligado a firmar un foedus con Honorio. Walia se comprometía a entregar a Gala Placidia y a expulsar de Hispania a los pueblos germanos asentados. A cambio, el emperador Honorio entregaría 600 000 medidas de trigo a los visigodos.
Entre el 416 y el 418 los visigodos luchan contra los vándalos silingos y los alanos, que fueron derrotados y aniquilados. En el 417 Walia penetra en la Carthaginense y derrota a los vándalos silingos en la Bética, capturando a su rey Fredebaldo. En el 418 el rey alano Adax muere a manos de los visigodos. Como consecuencia de todo ello, Gunderico se proclamará en el 419 como Rex Vandalorum et Alanorum.
Cuando se disponía a atacar a los otros pueblos, Honorio llama a los visigodos para que se asienten en la Aquitania secunda, estableciendo la capital del reino en Burdeos. Pero sin permiso romano Walia traslada la capital a Tolosa ocupando la Narbonensis prima. Walia muere en este mismo año y Teodorico I, hijo ilegítimo de Alarico, es el primer rey del Reino visigodo de Tolosa.

### Hegemonía vándala (418-429)

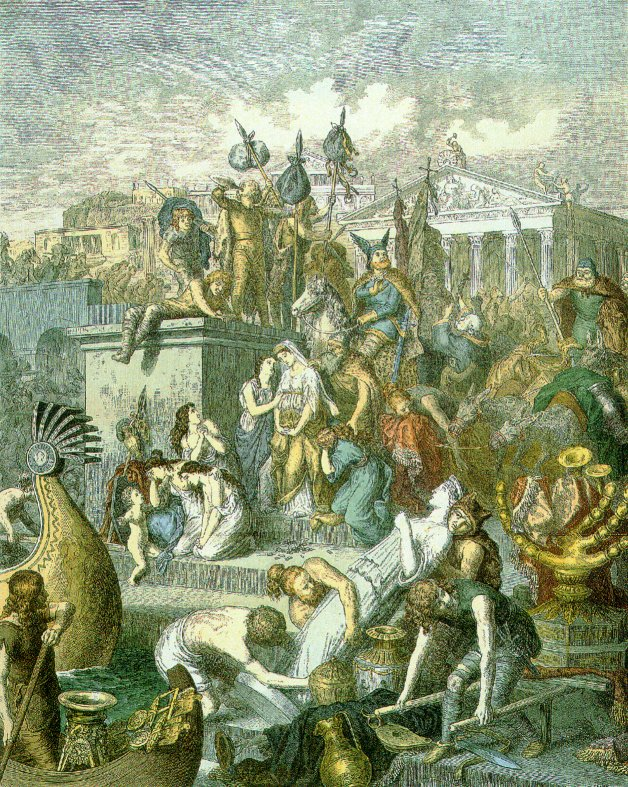
La reputación tradicional de los vándalos: una visión idealizada del saqueo de Roma en 455 por Heinrich Leutemann, hacia 1870

El pueblo vándalo se asentó en Hispania entre el 409 y el 429, período en gran parte oscurecido por su posterior marcha al norte de África donde forjó un importante reino que dominó el Mediterráneo occidental y llegó a saquear Roma en el 455.
La provincia de Gallaecia —ocupada por vándalos asdingos y suevos— se vio exenta de las expediciones de castigo de Walia. La cercanía geográfica en el asentamiento de ambos pueblos y la escasa movilidad en la provincia romana  hicieron inevitable el enfrentamiento entre ambos pueblos. Así, en el 419 se produce una batalla en los montes Nervasos o Erbasos —tradicionalmente localizadas junto al río Sil, pero existe una teoría que los sitúa en el occidente del Sistema Central (Ávila)—, entre los suevos de Hermerico) y los vándalos de Gunderico. Las causas de la batalla no están claras, pero todo indica que los suevos —localizados en la zona costera de la Gallaecia— intentaron abrirse paso por el territorio vándalo con la intención de ocupar nuevas tierras, por lo que estos presentaron batalla.
Roma va a procurar que exista una paridad de fuerzas entre los pueblos bárbaros para que ninguno se haga fuerte en la península y suponga un peligro para el Imperio. De esta forma, en 420, el comes Hispanorum Asterio atacó a los vándalos asdingos —más numerosos y peligrosos que los suevos— y les obligó a levantar el asedio. Maurocelo, vicarius Hispaniarum, al mando de un ejército comitatense auxilió a Asterio. Los romanos persiguieron a los vándalos hasta Bracara Augusta, donde finalmente fueron alcanzados y derrotados, si bien gran parte de la población vándala pudo huir hacia la Bética.
En este mismo año Gunderico incitó la segunda usurpación de Máximo, refugiado entre los suevos tras la derrota de Geroncio. Asterio va a sofocar la rebelión y capturará al usurpador y a su lugarteniente Jovino que fueron trasladados hasta Rávena y ajusticiados por Honorio.
En el 421, la situación de los vándalos (reunificados tras la marcha de los asdingos al sur) en la Bética era bastante precaria. La intervención de Roma no se hizo esperar y mandó un nuevo ejército al mando del magister militum Castino. Este era mucho más poderoso que su predecesor ya que contaba con la ayuda de auxiliares visigodos que acudieron como federados de Roma. Según nos cuenta tanto Hidacio como Olimpiodoro de Tebas, Teodorico I e incluso el comes Africae Bonifacio, abandonaron las filas del ejército antes de la batalla dejando al ejército imperial deshecho en manos de los vándalos que aniquilaron fácilmente a los imperiales. Castino tuvo que retroceder hasta Tarraco y dejó el sur peninsular a merced de los vándalos.
En los años siguientes se va a producir una expansión paulatina de los vándalos que en el 426 van a llegar al Mediterráneo, apoderándose de la Bética y la Cartaginense, e incluso ocupan las islas Baleares. Desde los puertos mediterráneos los vándalos van a ejercer un feroz piratería sobre todo el mediterráneo occidental, provocando incluso que peligre el abastecimiento de trigo de Roma. Esta expansión no se entiende sin el apoyo hispanorromano, que llegó a facilitar la salida de los vándalos hacia África.
Sin duda la situación de inestabilidad política y vacío de poder en Roma, tras las muertes de Honorio (423) y Constancio III (421), favorecieron tanto la expansión sueva —por la Gallaecia y norte de Lusitania— y la vándala por el litoral mediterráneo. En Roma, después de la fugaz usurpación de Juan, se va a imponer a Valentiniano III, que gobernará bajo la regencia de su madre Gala Placidia. Se producirá una lucha de poderes por ejercer el control fáctico del Imperio, que finalmente conseguirá el último gran general romano Aecio.
En el 429, siguiendo la crónica de Hidacio, el líder militar Heremigario realiza una incursión hacia el sur, encontrándose con los vándalos, ante los que cae derrotado a las orillas del río Anas (Guadiana) intentando escapar de la persecución vándala. En este mismo año fallece Gunderico, el nuevo rey será Genserico, que será llamado por el comes Bonifacio para ayudarlo contra el emperador. A la llegada del pueblo vándalo a África la situación de paz con el imperio se había restablecido, pero Genserico decide establece en la provincia africana y los vándalos desaparecen totalmente (junto con los alanos) de la península ibérica.
Genserico contó a su pueblo para saber los barcos que necesitaba. Se calcula que el contingente que pasó el estrecho fue de unos 80 000 hombres, de los cuales 15 000 eran guerreros. A estos se les unió un pequeño grupo de alanos.

### Expansión del reino suevo (429-457)

Las conquistas del rey suevo Rechila entre 438 y 448

Extensión máxima del reino suevo (Regnum Suevorum) hacia 455

La península hacia 470

El reino visigodo hacia 500

Tras la salida de los vándalos de Genserico de la península ibérica, los suevos eran el único pueblo germano en Hispania acantonados en la Gallaecia. Por lo tanto, el poder del Imperio Romano, personalizado en el Valentiniano III y su aparato administrativo en la Prefectura de las Galias, se ejercía sobre el resto de las provincias. Sin embargo el poder romano era cada vez más nominal y las élites hispanorromanas cada vez tenían una mayor capacidad de maniobra en la toma de decisiones.
Los suevos fueron el primer pueblo que creó un reino propio en la península ibérica en torno al convento de Bracara —ciudad en torno a la que se asentaría la mayoría de la población germana— y acaudillados por su rey Hermerico (406-438), el mismo que forjó la entrada de los suevos en Hispania y el foedus del 411 y su establecimiento definitivo.
Alrededor del año 430, los suevos realizan una serie de incursiones en el interior de la Gallaecia, si bien estas son repelidas por los galaicorromanos desde sus castros. La ruptura del foedus del 411 por parte de Hermerico responde a sus deseos de mejorar las tierras que le correspondieron, además de restablecer su prestigio real puesto en juicio por la nobleza sueva encabezada por Heremigario. Finalmente se llegó a una paz muy inestable ya que al año siguiente Hermerico vuelve a realizar una razia sobre la Gallaecia no sometida. Por lo tanto, en el interior de la Gallaecia existían zonas no controladas por el poder suevo ni por el poder imperial. El propio Idacio, obispo de Chaves, encabezó una embajada dirigida a Aecio que se encontraba en las Galias realizando una operación militar. Algunos autores han identificado este hecho como una forma de perpetuar su poder, y no de librar a las clases populares de las acciones suevas, puesto que los obispos tenían de facto la jurisdicción civil en su sede.
En el año 432, Idacio vuelve con Censorio —comes de Aecio— tras su victoria en las Galias y en el 433 por mediación eclesiástica Hermerico firma la paz con los galaicorromanos. Hermerico, enfermo y viejo, firma un tratado definitivo con la plebis Gallaecia en el 438 y abdica en su hijo Rékhila que en ese mismo año derrotó a Andevoto en el río Sigilis (Genil) donde obtuvo un gran botín. Una vez más Idacio utiliza un término (plebis Gallaecia) que es sintomático de la independencia de las élites locales galaico-romanas a la hora de tomar decisiones importantes como era un tratado de paz con los invasores suevos.
En su reinado se produjeron bastantes hechos. Se produjo la expansión de los suevos, ignoró el reparto de zonas del tratado de Roma e invadió la Bética luchando contra los hispanorromanos dirigidos por Andevoto, a los que venció en la batalla del río Genil (438) en la que consiguió un cuantioso botín de oro y plata. En el 440 sitió y tomó la ciudad de Mérida, la capital de la Lusitania, que fue incorporada al reino suevo. Tomó Sevilla en el 441 por lo que pasó a dominar la Bética y la Cartaginense e hizo frente a la piratería vándala y se le achacan prácticas priscilianistas. Finalmente en el 446 va a derrotar al magister militum de la Galia, Vito, que entró en la península con la intención de retornar Hispania al orbe romano. A su muerte solo la Tarraconense estaba bajo control romano, aunque también fue escenario de escaramuzas suevas.
En el 448 Rekhiario sucedió a su padre y dio un giro en su política acercándose a galorromanos y visigodos. A los primeros intentó atraérselos a partir de su conversión al cristianismo católico, si bien esta conversión fue personal y no arrastró al total de su pueblo; mientras que para atraerse el apoyo visigodo contrajo matrimonio con la hija del rey Teodorico I.
El rey suevo se sintió seguro con su posición diplomática y en el trayecto a Tolosa —donde se efectuó el enlace con la princesa goda— realizó unas campañas contra los vascones y a su vuelta —año 449— se desvió hasta el valle alto-medio del Ebro y cometió razias en el territorio de Caesaraugusta (Zaragoza) y saqueó Ilerda (Lérida) unido a los bagaudas de Basilio.
La expansión de los suevos se debió a que, pese a ser una minoría, los vándalos se fueron al norte de África y los suevos al no tener ya rival en la península se expanden por la Gallaecia, Lusitania, Cartaginense y la Bética (429-456). En el 456 Roma manda a Teodorico II contra los suevos, al mando de Rekhiario, que son derrotados en la batalla del río Órbigo, terminando así su fase de expansión.
La crónica de Hidacio nos dice que en el 430 la Gallaecia tenía dos poblaciones: los galaico-romanos y los suevos que se establecieron en las zonas rurales y que en muy pocas ocasiones ocupaban una ciudad (casos de Braccara y Lucus). No sabemos exactamente cuántos suevos se establecieron en el noroeste peninsular. Thompson habla de entre 20 000 y 25 000. Reinhart eleva la cifra hasta 35 000. Todo ello sobre una población de la Gallaecia estimada en unos 700 000 individuos.

### Establecimiento visigodo en Hispania (456-507)

#### Campaña de Teodorico II
Los suevos eran un pueblo federado del Imperio, pero la actuación de Rekhiario los llevó a la ruina. Este se casó con una princesa visigoda hija de Teodorico I y se unió al movimiento bagauda que atacó Tarazona, para después saquear la comarca de Zaragoza y apoderarse de Lérida. Además participó en la batalla de los Campos Cataláunicos (451) en la que murió el rey visigodo Teodorico I. Aecio murió en Roma, tiempo después (454) y esto supuso para Roma la pérdida de su mejor general, lo cual permitió los sucesivos ataques vándalos a Roma, que fue incendiada en el 455.
Ante esta debilidad, Teodorico II puso en el trono a Avito que era el magister militum de la Galia. Rekhiario, ante su debilidad en el poder, atacó de nuevo la Cartaginense que había vuelto a dominio romano y la Tarraconense donde consiguió un gran botín, además acuñó moneda propia. Esta situación llevó a los visigodos y burgundios como pueblos federados de Roma a luchar por los intereses imperiales y atacaron a los suevos que fueron derrotados en la batalla del río Órbigo en el 456. Después ocuparon Braga y el rey suevo se vio obligado a replegarse a Oporto donde fue capturado y ajusticiado. También ocuparon Mérida dejando allí en el poder al visigodo Agiulfo. A su vuelta a Tolosa los visigodos arrasaron Astorga y Palencia y solo el castrum de Coyanza (Castrum Coviacense) resistió de modo eficaz y consiguió rechazar el asedio visigodo.
En el 457 Teodorico II envió a parte de su pueblo a los Campos Góticos y ocupó Palencia, Astorga, mientras que los suevos seguían divididos porque apoyaban a distintos reyes. En el 475 se llega a la paz y en el 476 accede al poder suevo Remismundo. Otro problema fue la ocupación de los vándalos de Alicante y Cartagena.
Paralelamente, sabemos, por una breve referencia del cronista Hidacio, que en torno a 400 hérulos en siete naves atacaron despiadadamente la costa cántabra y de Vardulia en el año 456.

#### Crisis del reino suevo
El reino suevo tras la intervención visigoda se encontraba en un estado de grave crisis y es sorprendente cómo pudo sobrevivir a este período. Orlandis da como hecho fundamental la rebelión de Agiulfo –establecido en Mérida con una guarnición visigoda– que intentó hacerse con el poder y se nombró rey de los suevos. Su rebelión contra Teodorico II y su intento de usurpación pronto fue sofocada por Maldras y en 458 murió en Oporto.
Maldras fue elevado a la dignidad real en Braga (457), apoyado por el territorio del convento homónimo situado al sur de la Gallaecia. En las mismas fechas, Frantan consiguió el apoyo del convento de Lugo –situado al norte–.  Ambos reyes gobiernan por separado en sus zonas de influencia e intentan fortalecer su posición. Maldras intenta recuperar la influencia sueva en Lusitania que saquea, tomando Lisboa. Después de la muerte de Frantan, saquea el valle del Duero.
Los intentos de Mayoriano y Teodorico II hicieron que fructificase la paz y un ejército tomó de forma pacífica Sevilla. Aunque a la muerte de Mayoriano en el 461 se produjeron nuevas razzias. Los suevos emprendieron la lucha con la ciudad de Coímbra que tomaron en el 467; en este mismo año se llegó a la paz con el pueblo indígena de los aunonenses, probablemente cerca de Tuy.
Remismundo hizo la paz con Teodorico II y existió una gran influencia en el pueblo suevo por parte del visigodo, hasta el punto que se cree que la reconversión de Remismundo al arrianismo se debe a esta situación.

#### Establecimientos populares visigodos en Hispania
Eurico (466-484) va a mantener la misma política que Teodorico II, aunque con una mayor contundencia y ante la toma por parte de los suevos de Lisboa responde con un ataque a los suevos y en el 468 toma de nuevo Mérida y arrincona a estos en el noroeste peninsular.

## La sociedad en la era de las invasiones
Se estima que migraron a la peninsula entre 80 000 y 300 000 visigodos, un número muy reducido para llevar a cabo sus conquistas. En la Península, y tras expulsar a los enemigos del Imperio, hallaron unos cuatro millones de hispano-romanos.

### Relaciones entre germanos e hispanorromanos
Hubo una convivencia entre ambos pueblos. Las fuentes nos hablan de épocas de paz, de guerra y de evangelización. Hay palabras de convivencia con los suevos. Parte de la población se pasó al bando bárbaro para evitar pagar impuestos. La población romana se distingue por formar poderes autónomos. Galaicos y lusitanos estaban romanizados, los suevos vivían en el campo, salvo Oporto. Los problemas de convivencia se concretan en matanzas por la desigualdad de lengua y costumbres.
Existió el problema de la bagaudia hispana, movimiento de población que ha tenido varias interpretaciones. Hacia la mitad del siglo V se registraran episodios violentos que se atribuyen a los bagaudas en la Tarraconense y en el interior del Valle del Ebro. Muchos nos dicen que es el movimiento priscilianista ya que a estos grupos se les tacha de herejes y se habla que en el 456 la zona de Gallaecia es arrasada por ladrones y se producen robos y muertes.
En el 443 vemos datos que nos aclaran que Asturio y Merobaudes fueron enviados a Hispania para enfrentarse a los bagaudas, a los que derrotaron en Araciel (Navarra). El líder bagauda Basilio atacó Tarazona y se le unió el rey suevo Requiario que devastaron Zaragoza y tomaron Lérida. Ante esta situación es cuando Teodorico II entra en la península y acabó con el movimiento bagauda mandando a luchar contra él, al príncipe Federico que contó con el apoyo romano.
El movimiento bagauda como tal se reduce a los movimientos surgidos en el valle del Ebro. Sánchez Albornoz argumenta que no fue un movimiento social, sino que fueron los vascones ya que el centro del movimiento estaba en Vasconia. Además la derrota de estos se produjo en esta misma región y los ataques a la Iglesia se deben a que los vascones eran paganos. Esta teoría es también seguida por Orlandis.

### El reparto de tierras
Esta es una cuestión que ha preocupado mucho a los estudiosos de los pueblos germanos. En el reparto de tierras hay varias etapas. Las primeras veces que los pueblos bárbaros entraron dentro del limes se establecieron en tierra del Imperio. Ese pacto lleva a que los germanos se establecieron en un tercio de las casas, además se les dio alimentos obtenidos del fisco romano, que se denominaba annonae, todo esto por luchar dentro del ejército romano. Esto va a cambiar ya que los pueblos germanos van a entrar con su familia y se van a producir el reparto de tierras y se le concederán 1/3 de las casas y parte de los campos, esto es lo que se llama sortes; a los visigodos que se les asignan estos lotes de tierra se le denominan consortes.
En la forma de hacer el reparto tenemos la teoría de Ferdinand Lot y García Gallo, abogan por la existencia del reparto de las grandes latifundios, mientras que la pequeña propiedad no se repartió.
En los latifundios:
- 1.º/3 Terra dominicata (tierras del señor)
- 2.º/3 Terra indominicata o sortes gothicae (tierras concedidas a los bárbaros)
- 1.º/3 Tertiae romanorum (en las propiedades que no eran de señores).

La teoría germánica va a ser defendida por Von Halban, Schmidt y Torres López. Su teoría consiste en que si se repartieron las pequeñas propiedades de la misma forma que en la anterior. Fundus era el nombre que recibe cada propiedad. Las propiedades comunales se quedaron sin repartir. Esto se produjo en las Galias y lo sabemos por el foedus del 418 con Walia.
Otra modalidad de reparto se producía al entrar los visigodos en España cuando ya no existe Emperador. Según Menéndez Pidal los visigodos expulsaron a los hispanorromanos y se asentaron en sus tierras. El asentamiento visigodo fue de unos 200 000, que hizo que la toponimia tenga muchos nombres de origen godo, al igual que la arqueología ha hallado muchos objetos visigodos en la zona.

### Sistema de poblamiento
A finales del siglo VI se hallaba concluido un proceso de incorporación de los elementos visigodos a la sociedad. Los visigodos llegaron en distintas oleadas a finales del siglo V, después de la caída del Reino de Tolosa y en el 531 cuando Amalarico fue derrotado en Narbona. Después de Amalarico se habla de las emigraciones visigodas populares ya que ahora es el grueso de la población no militar la que se traslada.
Podemos hacer un balance del enriquecimiento étnico de la península:
1. Suevos: que seguían en Gallaecia. Reinhart dice que el aporte de los suevos supuso un aporte de entre 30 000 y 35 000 habitantes de los cuales unos 8000 eran guerreros. La mayor concentración la encontramos en ciudades como Braga y Oporto, esta última fue la capital del reino y la plaza más fuerte.
2. Visigodos: el potencial visigodo era mucho mayor que el de los suevos. Los visigodos rondaban unos 200 000 individuos, ya que tenemos la fuente de Procopio de Cesarea que nos informa de este dato. En este contingente de población también se incluyen los visigodos establecidos en la Septimania.

Este dato supone que los visigodos representaban entre un 4 y 5 % de la población total. La población hispanorromana era de unos cinco millones de habitantes.
Entre los asentamientos visigodos podemos distinguir dos tipos: los asentamientos populares y los asentamientos militares.

#### Los asentamientos populares
El pueblo visigodo tenía unos rasgos diferenciadores que le distinguían de los demás pobladores:
- Eran arrianos.
- Tenían una indumentaria particular.
- Utilizaban una serie de adornos (este dato está comprobado por la arqueología)
- Tenían sus cementerios aparte del resto, al menos en el siglo VI.

Según los estudios sobre las necrópolis visigodas de Reinhart y Palol, resulta que la mayoría de las necrópolis visigodas aparecen en Burgos, Segovia, Guadalajara, Madrid, Cáceres, Soria; es decir la zona que se denominaba Campos Góticos. Por el contrario, en las necrópolis del siglo VII no se puede distinguir si en ellas estaban enterrados visigodos o si eran hispanorromanos; como dato curioso se puede decir que fueron los hispanorromanos los que adoptaron las formas de enterramiento de los visigodos.

#### Los asentamientos aristocráticos militares
Los autores nos dicen que la clase nobiliaria eran unas 1500 familias, que se podían corresponder a unos 7000 o 10 000 individuos según Ramon d'Abadal, que se denominaban los gothi (godos). Estos se distribuían por todo el territorio obedeciendo a razones administrativas, políticas y militares. En alguna ciudad aumentó el número de gothi, como el caso de Toledo ya que era la capital del reino; estos se denominaban los potentiores y se dedicaban a las armas además de a sus cargos públicos. Mérida era otra plaza importante ya que desde ésta se controlaba la Bética (en esta zona había constantes rebeliones de la población hispanorromana). Otras ciudades importantes eran Barcelona (se han encontrado tumbas de obispos arrianos) y Tarrasa donde se han encontrado numerosas tumbas visigodas.
Otras regiones tuvieron asentamientos estratégicos como en la zona de los vascones (para controlar las incursiones de este pueblo) o en los Pirineos (para controlar el paso de los Pirineos), al igual que en Septimania para controlar los ataques de los francos. En el sur también frente a la frontera bizantina aparecieron una serie de guarniciones militares para proteger el territorio y utilizarlas como base de operaciones para los ataques. También las encontramos en Gallaecia para controlar a los suevos, además de la Bética para controlar a la población hispanorromana donde tenía una gran importancia. En el norte conocemos un limes con guarniciones y fronteras fortificadas como en Amaya (Burgos) o Victoriacum (Álava), otra ciudad importante era la de Olite en Navarra.
La ciudad de Pamplona es donde se han estudiado mejor los cementerios, sobre todo José María Lacarra y de Miguel, que diferencia los cementerios visigodas de los hispanorromanos. También en el Pirineo nos encontramos una serie de campamentos con guarniciones, que son señalados por Barbero y Vigil. En Narbona había un grupo de militares que incluso se van a enfrentar con Toledo cuando había luchas entre distintos reyes por el poder, tomando partido por alguno.
También había un grupo de pobladores con unas proporciones menores:
- Bretones: que se situaban entre Ferrol y el río Eo. Los bretones habían llegado ante la invasión de los anglos y sajones de Britania y otros de la región de Bretaña. Estos tuvieron una diócesis propia con sus peculiaridades; esta era la Diócesis de Britonia de la que conocemos además sus parroquias gracias al Parochiales Suevum que fue estudiado por David.
- Africanos: que se situaban en la Bética y en el valle del Guadiana. Su llegada se debió primero a la persecución de los vándalos hacia la población católica y después por la conquista por los bizantinos del reino vándalo.
- Sirios y griegos: algunos vinieron con la penetración bizantina en la península (sobre todo a Cartagena y Málaga) y otra gran parte eran comerciantes. De estas poblaciones tenemos muchas noticias gracias a las leyes; estos se denominaban Transmarini Negotiatores que se establecieron en Tarragona, Mérida y Sevilla, el valle del Guadiana, Trujillo, etc.
- Judíos: estos tuvieron una gran importancia en el comercio y estaban en las ciudades, por lo que coinciden con los negotiatores. En algunas ciudades llegaron a ser tan numerosos que tenían su propio barrio como es el caso de Granada, donde este barrio se denominaba Garnata al-Yahud; también eran importantes en Tortosa, Elche, Mérida, Toledo, Zaragoza, etc. También se extendieron por tierras de la Bética y la Tarraconense. De este pueblo judío vamos a tener muchas noticias, así por ejemplo se sabe que en 612 el rey Sisebuto prohíbe que los judíos pudieran tener siervos o esposas cristianos; su importancia se debe a que eran prestamistas, por lo que siempre estuvieron enfrentados a la Iglesia, solo los judíos de la Septimania se libraron de estas represiones ya que a los visigodos no le interesaba que los judíos apoyaran a los francos.

Este período tuvo un florecimiento importante de la iglesia hasta la llegada de Leovigildo. Durante la regencia ostrogoda de Teodorico el Grande se celebraron sínodos, además Teudis, a pesar de ser arriano, dejó en paz a la Iglesia y permitió que se celebraran concilios. Es decir que la Iglesia arriana respetó a la católica.
La Iglesia se preocupó en este periodo a que los que se dedicaran al clero estuvieran bien preparados, para ello se crearon escuelas catedralicias y monásticas, a estas escuelas se deben los grandes literatos y obispos como son San Isidoro y San Ildefonso; además se preocuparon de las normas a seguir en los monasterios, nacieron las iglesias propias (iglesias creadas por un particular que nombraba un sacerdote y a las que podía asistir quien quisiera; estas iglesias tienen como objetivo sacralizar las tierras para que así fueran más seguras), además también se crearon iglesias privadas en las que solo podían entrar los que el dueño quisiera.
Las aportaciones africanas supusieron la creación de numerosos monasterios y en el siglo VI destaca la acción misionera de la Iglesia que favoreció después la conversión al catolicismo.

## Aspectos socioeconómicos en la Hispania de las invasiones

### Los repartos de tierras

#### Localización de los asentamientos visigodos
Wilhelm Reinhart trazó en 1945 un mapa de necrópolis que pretendía reflejar la región de la meseta castellana donde se habría dado un denso poblamiento popular visigótico. Los asentamientos visigodos en España fueron poco numerosos y reducidos a una zona relativamente pequeña: sobre todo en el valle medio del Ebro, en la zona oriental y central de la cuenca del Duero y en los territorios más septentrionales de la Meseta Sur, en las actuales provincias de Toledo y Guadalajara.
Las grandes necrópolis visigodas del siglo VI han sido localizadas fundamentalmente en las dos mesetas de Castilla, ubicadas sobre todo en los valles del Duero y del Tajo. Destacan los yacimientos de Herrera de Pisuerga (Palencia), Castiltierra, Duratón y Madrona (Segovia), El Carpio de Tajo (Toledo) y Daganzo de Arriba (Madrid). En esta fase cronológica, la población visigoda se enterraba separada del grupo hispanorromano, inhumándose en cementerios caracterizados por el alineamiento de tumbas, conformadas por una simple fosa señalizada mediante un pequeño promontorio de tierra.

## Cronología de las invasiones germánicas en la península ibérica
Algunas fechas a continuación pueden variar ligeramente según las fuentes.
- 409: invasión de la Hispania por los vándalos (asdingos y silingos), los suevos y los alanos.
- 411: se dividen las provincias hispanas entre sí.
- 414: llegan los visigodos a Hispania; captura de Barcelona.
- 415: asesinato en Barcelona del rey visigodo Ataúlfo.
- 416: Wallia, rey de los visigodos, es encargado por el Imperio romano de Occidente de expulsar a los bárbaros de Hispania.
- 418: los alanos y los silingos son batidos y exterminados por los visigodos (los supervivientes se unirán a los asdingos); los suevos y los asdingos son devueltos al noroeste de la península ibérica
- 419: guerra entre suevos y vándalos.
- 420: Asterio, conde romano de Hispania, obliga con su intervención a los vándalos a salir de Gallaecia; un gran número de ellos, durante su retirada, fueron masacrados en Braga (Bracara). abandonando Gallaecia, los vándalos invaden la Bética (Baetica).
- 422: guerra en Bética entre los vándalos de Gunderico y los romanos de Flavio Castino.
- 426: saqueo de Sevilla (Hispalis) y de Cartagena (Carthago Nova) por los vándalos; devastan las islas Baleares
- 429: después de derrotar al jefe suevo Hermigar (Hermigarius), los vándalos, bajo el liderazgo de Genserico, dejan Hispania para el África romana (Africa romana)
- 431: los suevos arrasan Gallaecia; el obispo Hidacio de Chaves pide sin éxito la ayuda del general romano Aetius.
- 433: habiendo fracasado en su misión, Hidacio negocia la paz entre los suevos y los hispano-romanos..
- 438: Requila, rey de los suevos, derrota a las tropas romanas de Andevoto.
- 439: se apodera de Mérida (Emerita).
- 441: Sevilla cae en manos de los suevos de Requilaque someten a toda la Bética y la Cartaginense (Carthaginensis).
- 445: los vándalos de África saquean las costas de Hispania y se llevan a muchas familias en cautiverio.
- 446: los suevos abandonan la Gallaecia, derrotan a las tropas romanas y devastan las provincias hispánicas que quedaron bajo el dominio romano.
- 448: salidos de la Gallaecia, vuelven a invadir las provincias hispánicas para devastarlas.
  - Censorio, conde del Imperio romano de Occidente, es ejecutado por el reyezuelo suevo Agiulfo
- 449: el rey suevo Requiario saquea Vasconia, arrasa los alrededores de Zaragoza (Caesaraugusta) y se apodera de Lérida (Ilerda) donde toma numerosos prisioneros. 
  - Los bagaudas sorprenden a un cuerpo de mercenarios bárbaros al servicio de Roma, cuando estaban reunidos en la iglesia de Tarazona (Turiaso) y mataron hasta el último.
- 453: los suevos hacen las paces con los hispano-romanos y les devuelven la Cartaginense.
- 454: los visigodos intervienen en Tarraconense (Tarraconensis) y baten a los bagaudas que asolan la provincia.
- 456: los suevos saquean las comarcas de Cartagena e invaden la Tarraconense. 
  - piratas hérulos saquean el litoral de Lugo (Lucus) y las regiones costeras de Cantabria y de la Vardulia
  - los suevos atacaron de nuevo la Tarraconense, que saquearon; Vuelven a la Gallaecia con gran número de prisioneros.
  - el emperador romano de Occidente Avito encarga a los visigodos y a los burgundios que luchen contra los suevos. Estos últimos son aplastados cerca de Astorga (Asturica); su capital, Braga, es tomada y saqueada,, Requiario, su rey, es capturado en Oporto (Portus Cale) y ejecutado.
  - División de los suevos en dos grupos (numerosos conflictos).
- 457: los visigodos toman Mérida; a su regreso a la Galia, saquean Astorga donde los habitantes serán masacrados o esclavizados, y Palencia (Pallantia).
  - asesinato del reyezuelo suevo Agiulf cerca de Oporto.
- 459: los suevos devastan la Lusitania (Lusitania) y toman Lisboa (Olissipona) donde ejecutan a un gran número de romanos y acumulan botines. 
  - Asolan la Gallaecia.
  - asesinato del rey suevo Maldras.
- 460: un ejército visigodo dirigido por el duque Cyrila invade la Bética a petición del rey Teodorico II
- 461: Teodorico envía nuevas tropas a Bética comandada por el duque Sunéric. Cyrila es llamada a la Galia. 
  - los suevos dirigidos por Remismundo, devastan partes de Gallaecia.
  - la masacre de nobles romanos aumenta la hostilidad entre suevos e hispano-romanos.
- 462: los suevos hacen una incursión repentina en Lugo el día de Pascua y masacran a sus habitantes. 
  - Nueva paz entre los hispano-romanos y los suevos.
  - los visigodos saquean la comarca de Lugo.
  - los suevos arrasan Chaves (Aquae Flaviae) y hacen prisionero a su obispo, Hidacio.
  - los visigodos se apoderan d Santarém (Scalabis).
- 464: «Los suevos —dice Hidacio de Chaves—, falaces y pérfidos como siempre en sus promesas, arrasan, según su costumbre, varios lugares de la pobre Gallaecia». 
  - el reyezuelo suevo Rémismond reunifica a los suevos y hace las paces con los visigodos.
  - los suevos entran astutamente en Coímbra (Conimbriga), roban a la noble familia de los Cantabri, y toman muchos prisioneros.
- 465: cometen «los excesos más horribles» en el país de los «Aunonais» (Aunonenses) [lugar desconocido]; el rey visigodo Teodorico II envió embajadores a Rémismond para esto, quien se rio de ellos y los despidió de inmediato.
- 466: «Guerra cruel» de los suevos en el país de los Aunonenses luego «se esparcieron, según su costumbre, en varios lugares para saquearlos, y al cabo de unos meses, el rey de los suevos pasó a Lusitania»
- 467: los suevos saquean Coímbra; los habitantes de la ciudad son hechos prisioneros o son dispersados.
- 469: los visigodos del rey Eurico rompen con Roma y se apoderan desde la Tarraconense, de la Cartaginense y de la Lusitania; los suevos toman de nuevo Lisboa. 
  - los visigodos, al enterarse de la toma de Lisboa, entraron en Lusitania y saquearon tanto a los suevos como a los romanos.
  - Los Aunonenses hacen las paces con el rey de los Suevos, y este último invade ciertos lugares de Lusitania y la región de Astorga para emprender saqueos; los visigodos a su vez saquearon los alrededores de Astorga y también saquearon regiones de Lusitania.
- 473: Eurico envía al conde Gautérico a apoderarse de Pamplona (Pompaelo) y de Zaragoza: toda la nobleza romana de la región muere en una única batalla.
- 474: Toma de Tarragona (Tarraco) por los visigodos.
- 475: el emperador romano de Occidente Julio Nepote concluye con el rey visigodo Eurico un tratado por el que reconoce su autoridad sobre sus conquistas en Hispania.
- 476: deposición del emperador Rómulo Augústulo, que marca el final del Imperio romano de Occidente; Eurico señor de casi toda Hispania.
- 496: el hispano-romano Burdunellus se rebela en la Tarraconense contra el yugo visigodo.
- 497: los visigodos reprimen la revuelta.
- 506: nuevo levantamiento en la Tarraconense contra la dominación visigoda liderado por Pedro (Petrus), un hispano-romano; se reprime la revuelta y Pedro es capturado y ejecutado en Tortosa (Dertosa) tras la toma de la ciudad por los visigodos.